# Thăng Bình Công chúa
Thăng Bình công chúa (chữ Hán: 昇平公主; ? - 810), họ Lý, không rõ tên, là một công chúa nhà Đường. Trong dân gian, bà nổi tiếng với sự tích [Túy đả kim chi; 醉打金枝].
Bà được biết đến là con gái Đường Đại Tông Lý Dự và là mẹ của Ý An Quách Hoàng hậu, vợ của Đường Hiến Tông Lý Thuần - Hoàng tằng tôn của Đại Tông. Như vậy bà vừa là Cô tổ mẫu, vừa là mẹ vợ của Đường Hiến Tông; đồng thời bà còn là bà ngoại của Đường Mục Tông Lý Hằng, bà cố ngoại của Đường Kính Tông Lý Đam, Đường Văn Tông Lý Hàm và Đường Vũ Tông Lý Viêm.

## Tiểu sử
Năm sinh của công chúa không rõ ràng, được ước đoán là trong niên hiệu Thiên Bảo, từ năm thứ 9 đến năm thứ 14 (tức năm 750 đến 755), dưới thời trị vị của Hoàng tằng tổ phụ của bà là Đường Huyền Tông Lý Long Cơ, khi Hoàng tổ phụ Đường Túc Tông Lý Hanh đang là Thái tử, còn Phụ hoàng Đường Đại Tông Lý Dự vẫn còn là Quảng Bình quận vương. Mẹ công chúa là Thôi Quý phi, một phi tần không rõ gia thế xuất thân, không biết có phải là Quảng Bình quận vương phi Thôi thị, chính thất đầu tiên của Đại Tông khi còn là Quảng Bình vương hay không. Thậm chí bà là con gái thứ mấy của Đường Đại Tông Lý Dự cũng không chắc chắn, vì ngay trong Cựu Đường thư ghi đã có hai thông tin, một nói bà là trưởng nữ, một thì lại là Hoàng tứ nữ của Đại Tông.
Năm đầu Bảo Ứng (762), Đường Đại Tông lên ngôi, với thân phận Hoàng nữ thì bà nhận tước hiệu Thăng Bình công chúa. Đến khi trưởng thành, công chúa được định ước sẽ kết hôn với Quách Ái (郭曖), con trai thứ sáu của Quách Tử Nghi. Năm đầu Vĩnh Thái (765), tháng 6, hôn lễ giữa hai người được cử hành, khi đó Quách Ái đã 13 tuổi, thì Thăng Bình công chúa có lẽ cung tương đương. Sau khi kết hôn, cả hai sinh được ba con trai và hai con gái, trong đó Quách thị (tương lai là Quách Quý phi) là trưởng nữ. Ngoài ra, Quách Ái còn có con thứ Quách Chú (郭鑄), là con riêng của ông với một tình nhân nào đó. Sinh hoạt hôn nhân của công chúa không được ghi lại cụ thể trong sử sách, chỉ lưu lại một truyền thuyết gọi là [Túy đả kim chi; 醉打金枝].
Khi Đường Đức Tông Lý Quát lên ngôi, Thăng Bình công chúa là chị em gái của Hoàng đế nên càng được ân sủng, là người được yêu nhất trong các công chúa. Năm Kiến Trung nguyên niên (780), công chúa phụng mệnh vì Thẩm Thái hậu mà phụng thần vị. Cũng trong năm Kiến Trung, công chúa bị tội, bị giam trong cung. Khi loạn Chu Thử nổi lên, Quách Ái bị bức xuất kinh nhậm quan chức. Công chúa tìm cách cùng Quách Ái trốn đến Phụng Thiên, do thương em gái mà quyết định miễn tội công chúa, nhưng lại không ra chỉ ban thưởng gì thêm. Khoảng năm này, bà sinh ra đứa con trai út Quách Liêm (郭铦). Năm Trinh Nguyên thứ 9 (793), trưởng nữ Quách thị kết hôn với Quảng Lăng quận vương Lý Thuần, con trưởng của Thái tử Lý Tụng. Năm Trinh Nguyên thứ 16 (800), Quách Ái qua đời. Năm thứ 21 (805), con rể bà là Lý Thuần lên ngôi, tức Đường Hiến Tông, con gái bà là Quách Thái tử phi trở thành Quý phi.
Năm Nguyên Hòa thứ 5 (810), ngày 7 tháng 10 (âm lịch), Thăng Bình công chúa qua đời, nếu bà sấp xỉ tuổi với Quách Ái thì ít nhất cũng hơn 55 tuổi. Bà được truy tặng làm Quắc Quốc Đại Trưởng công chúa (虢國大長公主), thụy hiệu là Ý (懿). Năm thứ 15 (820), cháu ngoại của bà là Đường Mục Tông tức vị. Cùng năm tháng 3, Mục Tông ra chỉ truy tặng ông ngoại Quách Ái làm Thái phó, cải tôn công chúa huy hiệu Tề Quốc Chiêu Ý Đại Trưởng công chúa (齊國昭懿大長公主).

## Túy đả kim chi

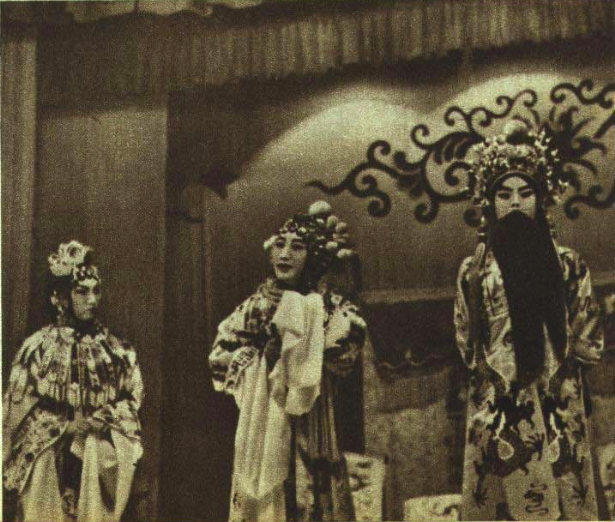
Một vở Tấn kịch tên Đả kim chi.

Theo truyền thuyết, trong thọ thần 80 tuổi của Quách Tử Nghi, khi mọi người cung kính chúc thọ, thì con dâu thứ ba của Quách Tử Nghi là Thăng Bình công chúa, vợ của Quách Ái có hành vi vô lễ. Tức giận, Quách Ái về phòng và trách mắng công chúa, nói:「"Nàng đường tưởng cha làm Hoàng đế thì có thể cậy mình hiếp người! Phụ thân ta là Quách Tử Nghi cũng có thể làm Hoàng đế, chỉ là không muốn mà thôi!"」. Công chúa tức giận mà khóc lóc, chạy vào cung tố giác với Đường Đại Tông.
Đường Đại Tông nghe chuyện, nói với công chúa:「"Sự thực chính là thế! Giả dụ Quách Tử Nghi làm Hoàng đế, để xem ngươi còn có thể hống hách được nữa không?!"」. Quách Tử Nghi biết chuyện, bèn lôi Quách Ái trói lại vào điện thỉnh tội. Nhưng Đại Tông nghe xong chuyện không những không trách phạt chàng rể, an ủi Quách Tử Nghi và chỉ ban thưởng vài món. Quách Tử Nghi vì thế đánh Quách Ái vài chục trượng, sau đó cũng lui.
Điển tích này về sau đi vào Tấn kịch, rồi dần chuyển rộng sang thể loại Kinh kịch và một số thể loại kích khác như Hán kịch, Xuyên kịch,... trở thành một vở diễn rất nổi tiếng. Tích này còn được gọi là Phần Dương phú quý (汾陽富貴), Bách thọ đồ (百壽圖), Đả kim chi (打金枝)...